# Gas (Kansas)
Gas es una ciudad ubicada en el de condado de Allen en el estado estadounidense de Kansas. En el año 2010 tenía una población de 564 habitantes y una densidad poblacional de 282 personas por km².

## Geografía
Gas se encuentra ubicada en las coordenadas 37°55′26″N 95°20′46″O / 37.92389, -95.34611 (37.923851, -95.346168).

## Demografía
Según la Oficina del Censo en 2000 los ingresos medios por hogar en la localidad eran de $35,804 y los ingresos medios por familia eran $38,942. Los hombres tenían unos ingresos medios de $25,104 frente a los $18,500 para las mujeres. La renta per cápita para la localidad era de $14,012. Alrededor del 12.4% de la población estaban por debajo del umbral de pobreza.